# 重庆外环铁路东南环线
重庆外环铁路东南环线，又称綦涪铁路，是中国一条连接重庆市綦江区与涪陵区的支线铁路，全线为单线电气化铁路，设计速度120公里/小时，线路标准为国铁II级。连通渝利铁路、渝怀铁路与川黔铁路三大铁路干线。主要功能为货物为主，兼顾区域性客运。
重庆铁路外环铁路东南环线由三万南铁路与南涪铁路与组成。